# Oliarus masinissa
Oliarus masinissa är en insektsart som beskrevs av Ronald Gordon Fennah 1957. Oliarus masinissa ingår i släktet Oliarus och familjen kilstritar. Inga underarter finns listade i Catalogue of Life.